# 홍신자
홍신자(1943년 ~ )는 대한민국의 현대무용 무용가, 안무가, 작가이다. 대한민국 최초의 아방가르드 무용가이다.

## 생애
1960년대부터 1990년까지 미국에서 활동하면서, 1981년 웃는돌 무용단을 창단하였다. 황병기, 이상봉, 마사루 소가, 존 케이지, 유지 타카하시, 마가렛 렝 탄, 백남준등과 함께 작업하였다. 교육자로는 중국 베이징 댄스 아카데미 객원교수, 한국예술종합학교 객원교수 등을 지냈다.
독일의 한국학자 베르너 삿세와 혼인하였다.

## 작품

### 춤
- 《순례자》
- 1998년 독일 순회공연

### 글
- 《자유를 위한 변명》
- 《홍신자-라즈니쉬와의 만남》
- 《푸나의 추억》
- 《나도 너에게 자유를 주고 싶다》

### 기타
- 황병기의 《미궁》(목소리 출연)